# 韩国学
韩国学，亦称朝鲜学、高丽学，是指对于朝鲜半岛等各方面的研究，包括朝鲜半岛历史、朝鲜文学、朝鲜半岛艺术、朝鲜半岛音乐和朝鲜语等等，有时候也包括在东亚研究的一部分。在韩国，韓國學中央硏究院是研究韩国学最权威的机构。近年，随着韩国综合国力的增强和世界各地掀起韩流，韩国学也愈来愈受欢迎。
历史上，韩国学在朝鲜半岛多使用“东国”一词。1896年5月30日，《皇城新闻》发表的评论中首次使用了“本国学”一词：“……尽管要学外国学，但朝鲜人首先应该学本国学。”:31922年，崔南善在其“朝鮮歷史通俗講話開題”一文中首次使用了“朝鲜学”，称“朝鲜人应该创建自己的朝鲜学”。朝鲜半岛光复后“韩国学”一词开始被广泛使用。
1973年7月，世界首个国际性韩国学研究机构，国际韩国研究机构协议会，在法国巴黎创立。该机构设总代表一名，在欧洲、美洲、亚洲各设一位地区代表。1989年5月，该协会在朝鲜民主主义人民共和国平壤举行了第一届全会，1991年10月在大韩民国首尔举行了第二届全会。:26

## 主要国家的韩国学研究

### 中国大陆
中国歷史上最早的韩国学论著是司马迁的《史记·朝鲜列传》。1949年中华人民共和国建国后，中国大陆对韩国学的研究仅限于东北地区延边大学、吉林大学、吉林社科院、辽宁社科院，以及北京大学朝鲜文化研究所、中央民族大学朝鲜语系等研究机构。1979年，中国朝鲜史研究会成立，不定期出版《朝鲜史研究通讯》。1980年代随着韩国成为亚洲四小龙，特别是1992年中华人民共和国與韩国两国建交后，各大高校纷纷建立韩国学研究机构，中国大陆的韩国学研究进入欣欣向荣的发展阶段:17-18。1993年，社科文献出版社与中国社会科学院韩国研究中心主办的韩国学期刊《当代韩国》创刊。2010年底，中国大陆有113所大学开设韩国语本科专业，韩国学或朝鲜学研究所数量超过60多家。

### 美国
美国的韩国学研究开始于近代，研究者起初以美国外交官和传教士为主，侧重于韩国政治外交和经济发展方面的研究。1950年代，随着朝鲜战争的爆发，韩国学作为国别研究的独立学科开始在美国得到重视。1952年，美籍韩裔学者徐斗铢在哈佛大学建设美国最早的韩国学研究体系。1959年，美国学者爱德华·瓦格纳在哈佛完成其博士论文《士祸：朝鲜初期的政治斗争》。该论文后于1972年出版，成为美国学者研究韩国历史的开始。博士毕业后，爱德华开始在哈佛大学教授韩国史，开启美国最早的韩国史教学。1963-1974年间，他先后在美国成立了17个韩国学团体和机构:21。1981年，他在哈佛大学创建了韩国学研究院。因其在美国早期韩国学研究中的重大贡献，爱德华也被尊为“美国的韩国学之父” 。

### 日本
838－847年，日本僧人圆仁在其所著的《入唐求法巡礼行记》中对新罗社会生活、海上贸易特别是新罗宗教和张保皋与唐朝的海上贸易做了详细记载。近代日本吞并朝鲜半岛后，朝鲜总督府成立了朝鲜史研究会，并以京城帝国大学为中心对韩国语言文化、历史、地理等进行系统性的研究。日本在二战战败投降后，其国内以京都大学和天理大学为中心继续研究韩国学。1993年，朝鲜学会在天理大学成立，每年举行研讨会并出版《朝鲜学报》。另一家韩国学团体“朝鲜史研究会”也每年举行研讨会并出版期刊《朝鲜史研究会论文集》。:23

### 法国
法国是最早开始韩国学研究的欧洲国家。早在19世纪末，法国达莱的教会史研究和库朗的图书馆情报学研究就开始了韩国学研究。1910年，朝鲜半岛被日本吞并后，朝鲜半岛问题开始受到法国学术界的重视。1956年，法国巴黎文科大学开设了韩国语文化讲座。1959年，巴黎大學设立韩国学研究所，并发行《韩国学中心论丛》和《韩国学研究》。1984年，法国韩国学协会（AFPEC）成立，并开始发行《韩国学年报》。:23

### 俄罗斯
俄罗斯的韩国学研究始于19世纪中叶，研究者起初以外交官、地理学家为主。1917年俄国十月革命后，受列宁亚洲共产主义革命政策的影响，韩国学研究在苏联开始得到重视。1940年代，苏联大部分高校都设立韩国语课程，韩国学研究体系也正式建立。苏联解体后，俄罗斯的韩国学研究更侧重于对现代韩国政治经济方面的研究。:24